# Virus Nipah
El virus Nipah és un virus ARN monocatenari que pertany al gènere dels Henipavirus, que també inclou al virus Hendra, dins la família dels Paramyxoviridae. El virus Nipah, que provoca una infecció zoonòtica considerada com a emergent, està inscrit en la llista del Codi Sanitari per als Animals Terrestres de l'Organització Mundial de Sanitat Animal i és de declaració obligatòria a l'OIE.
Els hostes i reservoris principals d’aquest virus són els ratpenats frugívors, coneguts també amb el nom de guineus voladores. S'han vist casos importants d'infecció en porcs i humans, però també pot infectar a altres espècies. La transmissió del virus és per contacte directe amb secrecions de l'animal infectat (orina, femtes, saliva i fluids del part). La primera descripció del virus va ser a Malàisia entre 1998 i 1999.

## Característiques
El virus Nipah té l'estructura genòmica típica de la família dels paramixovirus. El genoma del virus Nipah és ARN de cadena simple amb la polaritat negativa. El seu àcid nucleic correspon a l'1% del seu pes molecular (PM) total. Aquest últim és petit (5-8 g/mol), té un capsòmer esfèric o icosaèdric i presenta embolcall víric. Una diferència respecte als altres virus ARN és la seva replicació a nivell del citoplasma. A més, provoca lisi cel·lular i formació de sincitis. Els seus hostes són vertebrats, especialment els pteropus, encara que també pot afectar porcs i humans entre altres espècies animals com gossos, gats, cabres, cavalls i també a ovelles. S’han pogut aïllar dos tipus de soca del virus Nipah en porcs de Malàisia.
D'altra banda, es va observar que cultius de cèl·lules infectades reaccionaven amb anticossos anti-Hendra, i es van detectar anticossos IgM anti-Hendra al sèrum i al líquid cefalorraquidi dels individus afectats per la malaltia. Això va portar a pensar que podia ser un virus Hendra o tenir-hi certa proximitat.

### Morbilitat i Mortalitat
El virus Nipah, a diferència d'altres paramixovirus, té l'habilitat d'infectar i causar malalties greus als hostes que afecta, incloent-hi als humans. La taxa de mortalitat del virus en humans ha variat molt depenent del brot; s'han vist brots on la taxa de mortalitat anava del 32% al 41% a Malàisia i d'altres amb mortalitat propera al 75%, com per exemple a Bangladesh. Es calcula que la mitjana s'apropa al 64% de mortalitat. A més a més, es calcula que dels pacients que han sobreviscut, el 25% pateixen deficiències neurològiques residuals. Tant el virus Nipah com l’Hendra tenen designat el nivell de bioseguretat 4 i tenen potencial per a ser usats com armes biològiques.

### Distribució geogràfica

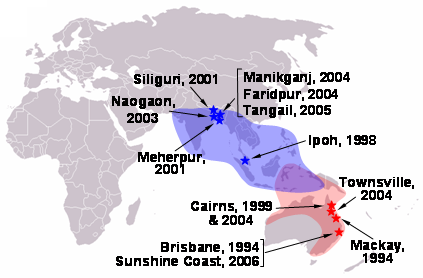
Distribució de les guineus voladores

És un virus que podem considerar endèmic del sud-est Asiàtic, tot i que es concentra bastant en determinades àrees geogràfiques. Principalment s'han trobat casos a Malàisia, més concretament a les províncies de Sembilan, Selangor, Perak i Negeri. També s'han trobat brots a Bangladesh, Cambodja, l'Índia i Singapur. Finalment, va detectar-se un brot a Austràlia, l'únic detectat fora d'Àsia.
Referències de la imatge.

## Origen i Brots
A través d'un estudi filogenètic s'ha pogut determinar que l'origen del virus Nipah es remunta al 1947, moment en què aquest entrava a les regions del sud-est Asiàtic. El nom "Nipah" prové del primer brot, ja que va originar-se a Kampung Baru Sungai Nipah, a l'estat de Negeri Sembilan, Malàisia. Així doncs, la malaltia va donar-se a conèixer aquí, on es va obtenir per primera vegada el virus aïllat, a l'Abril de 1999.
Existeixen evidències moleculars del fet que almenys dues soques principals del virus Nipah en porcs estaven circulant durant el brot de virus Nipah el 1998 a Malàisia, una soca procedent del brot inicial al Nord (NV-Tambun) i l'altra soca del brot al Sud, uns 4 mesos més tard (NV-Seremban i NV-Sungai Buloh). Es va veure que els aïllaments de NV-Seremban i NV-Sungai Buloh procedents de mostres de porcs, tenien la mateixa seqüència que la que afectava els humans. Això confirma que la infecció d’humans durant el brot al Sud es va originar a partir de porcs infectats. Aquests resultats remarquen la possibilitat que els brots de Malàisia haguessin tingut com a mínim dos punts d'origen d'infeccions per virus Nipah.
A Malàisia el porc va ser un intermediari de la malaltia i es va propagar envers els grangers i als treballadors d'escorxadors, afectant en total a unes 260 persones. En el brot que hi va haver a Bangladesh el 2004 no hi va intervenir. En aquest cas les persones es van infectar al consumir sàvia de palma datilera que havia estat contaminada pels ratpenats frugívors. Entre els anys 2003 i 2008 també a l'Índia han aparegut quadres d'infecció en persones sense relació amb animals domèstics sospitosos de ser una font de contagi.
L'any 2001 i 2007 van aparèixer dos brots a l'Índia, un cada any i en ambdós casos es va determinar el contagi de persona a persona. La resta de brots, localitzats entre 2001 i 2011, van donar-se tots a diferents districtes de Bangladesh, i van ser pràcticament un brot l'any.
L'any 2004 van aparèixer dos brots importants. El registrat a principis d’any va ser devastador, ja que va iniciar-se amb la mort sobretot de nens, i va escampar-se ràpidament entre la gent. Es van fer nombrosos estudis i proves serològiques per identificar la possible malaltia i sobretot per confirmar-ne l’origen, ja que en un principi no se sabia del cert que es tractava de Nipah. A Bangladesh va deixar una alarmant taxa de mortalitat del 75%, ja que van morir 17 de les 23 persones infectades. El segon brot del mateix any va culminar amb una mortalitat d’aproximadament el 60%.

## Patologia i patogènesi
El virus Nipah rep també altres noms que ens indiquen quins símptomes presentarà la malaltia: Síndrome respiratòria i encefalítica porcina, Síndrome respiratòria i neurològica porcina o Síndrome del porc que borda.
Per a humans, vegeu Infecció pel virus Nipah.
La simptomatologia en el porc es basa en una respiració ràpida i dificultosa amb la boca oberta, que sovint ve acompanyada de tos àspera. També es dona febre, incoordinació, coixera, espasmes musculars i tremolors; en alguns casos s'ha observat mort espontània.

### Transmissió

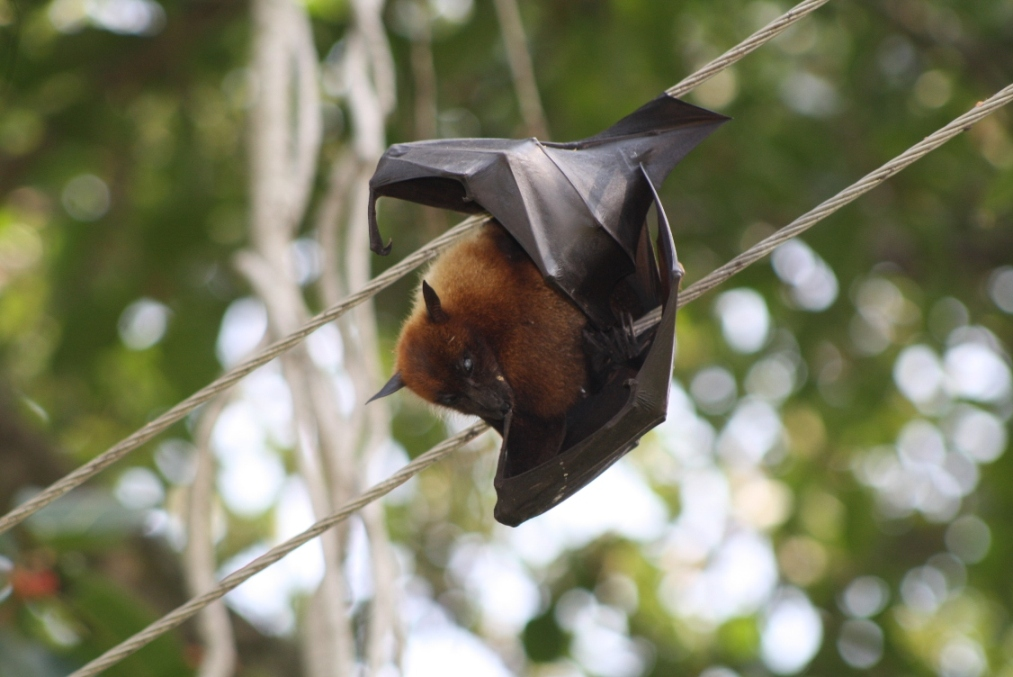
El principal reservori del virus Nipah es troba en les guineus voladores com per exemple Pteropus giganteus

Els ratpenats del gènere Pteropus són els reservoris principals. Entre aquests, el virus es transmet principalment per la fruita que ha estat mossegada per ells, per l'orina o les femtes. La via de transmissió als animals domèstics segurament es deu per la ingesta de fruita infectada, placentes o aigua contaminada amb secrecions dels ratpenats. També pot donar-se per contacte directe. Per tant, podem dir que els porcs són els hostes intermediaris amplificadors, ja que en aquesta espècie el virus és altament contagiós. Pot propagar-se mitjançant aerosols, per transmissió vertical a través de la placenta, per semen, per contacte directe amb secrecions respiratòries, i fins i tot per propagació iatrogènica per la utilització d'agulles reutilitzades.
D'altres animals domèstics com és el gat, podem dir que no s'ha demostrat que existeixi una transmissió horitzontal entre ells. Tot i això, sí que s'han trobat proves serològiques del virus Nipah en secrecions respiratòries, en orina, en placenta i en fluids embrionaris de felins, gossos i èquids. D'altra banda, en felins sí que s'ha demostrat que es pot transmetre via "in utero" (transmissió vertical). Per contra no tenim cap publicació d'estudis experimentals amb gossos.
Una via de propagació als humans és a través de la fruita i el seu suc que pugui contenir el virus. També per contacte directe amb porcs o ratpenats, ja que s'han observat brots a causa d'aquestes vies a Bangladesh o a l'Índia. Un cop infectats podem excretar el virus Nipah per mitjà de l'orina, per les secrecions de les vies respiratòries altes i a través de fòmits.

## Diagnòstic

### Tècniques de diagnòstic
En les proves classificades per a identificació de l'agent és recomanable combinar més d'un dels mètodes amb la mateixa prova clínica. En canvi, en les proves classificades per a la detecció de la resposta immunitària és suficient amb l'ús d'una única prova de la taula.
| Mètode                              | Propòsit                                       | Propòsit                                                                      | Propòsit                                  | Propòsit                 | Propòsit                                             | Propòsit                                                                       |
| Mètode                              | Demostrar l'absència d'infecció en la població | Demostrar ausència d'infecció en animals individuals abans dels desplaçaments | Contribuir a les polítiques d'erradicació | Confirmar casos clínics  | Determinar la prevalença de la infecció – vigilància | Determinar l'estadi immunitari en animals o poblacions després de la vacunació |
| Identificació de l'agent            | Identificació de l'agent                       | Identificació de l'agent                                                      | Identificació de l'agent                  | Identificació de l'agent | Identificació de l'agent                             | Identificació de l'agent                                                       |
| ----------------------------------- | ---------------------------------------------- | ----------------------------------------------------------------------------- | ----------------------------------------- | ------------------------ | ---------------------------------------------------- | ------------------------------------------------------------------------------ |
| Aïllament del virus                 | +                                              | +                                                                             | -                                         | +++                      |                                                      | -                                                                              |
| RT-PCR y qRT-PCR                    | +                                              | +                                                                             | ++                                        | +++                      | ++                                                   | -                                                                              |
| IHC                                 | -                                              | -                                                                             | -                                         | ++                       | -                                                    | -                                                                              |
| IFA                                 | -                                              | -                                                                             | -                                         | ++                       | -                                                    | -                                                                              |
| Detecció de la resposta immunitària |                                                |                                                                               |                                           |                          |                                                      |                                                                                |
| ELISA                               | +++                                            | +++                                                                           | +++                                       | +                        | +++                                                  | +++                                                                            |
| VN                                  | +++                                            | +++                                                                           | +++                                       | +                        | +++                                                  | +++                                                                            |
| Proves amb microesferes             | +++                                            | +++                                                                           | +++                                       | +                        | +++                                                  | +++                                                                            |

### Bioseguretat

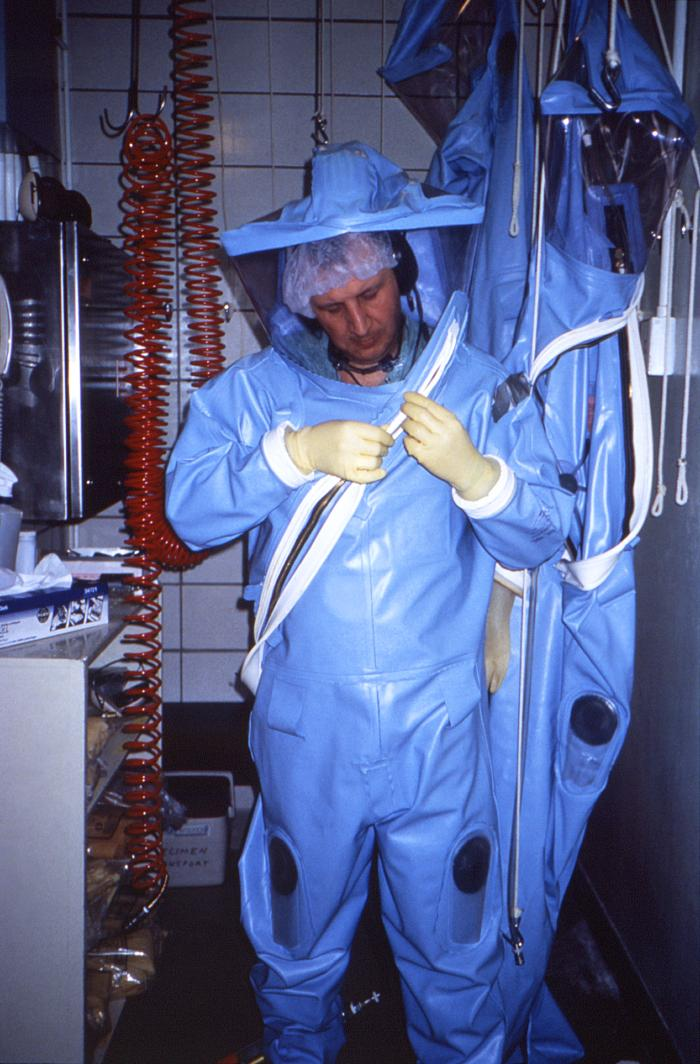
Per treballar al laboratori amb el virus Nipah necessitem condicions de bioseguretat nivell 4. A la imatge es pot veure la roba que es necessari portar.

Utilitzarem un nivell de tipus 4 per tal de garantir la màxima protecció als treballadors que estiguin en contacte amb animals infectats, ja que tant el virus Hendra com el Nipah són agents patògens molt perillosos per als humans amb una taxa de mortalitat alta i enfront d'aquests encara no existeix cap vacuna ni tractament antivíric efectiu (OMS, 2004). Per tal d'evitar el contagi i garantir la seguretat dels treballadors, és molt important realitzar unes bones pràctiques de laboratori, utilitzant cabines de seguretat de classe II amb un equip de protecció personal adequat (roba de protecció, guants impermeables, màscares, ulleres protectores i botes), o bé utilitzant cabines de classe III, aquestes últimes cabines estan dissenyades per manipular agents biològics del grup de risc de 3 o 4 com és el nostre cas.

### Diagnòsticpost mortem
Quan fem un diagnòstic post mortem depenent de les lesions que puguem observar en els cadàvers podríem tenir indicis i afirmar que l'individu ha patit el virus.
En gossos aquestes lesions observades van ser taques difuses de color vermell-rosa i exsudats en els bronquis i la tràquea. La pleura visceral era d'un color groguenc i opac, i es va notar enrogiment irregular en les càpsules i còrtex renal. A més, es va observar la presència de meningitis no supurativa, signes d'atròfia vascular hepàtica i cerebral, inflamació i necrosi de la glàndula suprarenal.
En els súids, les lesions es poden veure en els pulmons, al cervell, o a tots dos òrgans. Les lesions pulmonars poden tenir diferents graus variables de consolidació com són les hemorràgies o l'enfisema. Els bronquis i la tràquea poden contenir líquid escumós i algunes vegades tacat de sang. En el cervell pot haver-hi congestió dels vasos sanguinis cerebrals i edema meníngia.
En els gats es va trobar hidrotòrax, consolidació, edema pulmonar, edema dels ganglis limfàtics pulmonars i escuma en els bronquis. Es van trobar casos de meningitis després d'haver-se realitzat l'examen histopatològic. Es van trobar nòduls hemorràgics en els pulmons i la pleura visceral, edema de la serosa de la bufeta amb dilatació dels vasos limfàtics de la serosa, vasculitis en el cervell, ronyó, fetge i pulmons.
En èquids es va trobar un cas de meningitis no supurativa.

## Prevenció i Control

### Prevenció
Les mesures de prevenció es focalitzen en evitar el contacte dels humans amb guineus voladores i porcs (en zones on el virus hi és present) amb la finalitat de minimitzar les possibilitats de contagi. Impedir l'aparició d'un brot a les granges porcines pot disminuir el risc d'infecció per als humans. Per aconseguir-ho, les mesures més utilitzades són:
- Reduir el contacte dels ratpenats frugívors amb els porcs de l'explotació col·locant xarxes de filferro a les finestres i evitant esquerdes al sostres i parets per on puguin entrar.
- Eliminar les plantacions d'arbres fruiters de les zones properes a les granges de porcs, ja que aquestes atreuen els ratpenats que s'alimenten de la fruita.
- Utilitzar la quarantena amb els nous porcs que arribin a la granja.
- Evitar el contagi amb fòmits netejant i desinfectant tot el material i maquinària utilitzats en la granja.

### Control
En el cas que aparegui una granja porcina infectada se segueixen els passos següents per tal d'evitar la transmissió:
1. Immobilització de la granja afectada, és a dir, impedir-hi la sortida d'animals i restringir les entrades i sortides de persones a l'explotació.
2. Sacrifici immediat de tots els porcs de l'explotació.
3. Enterrament dels cadàvers utilitzant calç viva com a desinfectant.
4. Desinfecció de la granja i maquinària contaminada amb hipoclorit de sodi (lleixiu).
5. Vigilar l'aparició d'anticossos contra aquest virus en granges properes que hagin pogut tenir contacte amb la granja afectada. Així s'evita l'aparició d'altres possibles focus de malaltia.
6. Prohibir el transport de porcs en els països afectats. També s'atura provisionalment la producció porcina a les zones on s'ha detectat la malaltia.
7. Millorar les pràctiques de bioseguretat i higiene a les explotacions porcines.
8. Posar especial atenció al material i personal sanitari dels hospitals i centres mèdics per a evitar la transmissió nosocomial (adquirida a l'hospital).